# Спортивный центр «Яне Санданский»
Спортивный центр «Яне Санданский» (макед. Спортскиот центар „Јане Сандански“) — крытая многофункциональная спортивная арена в городе Скопье, Северная Македония. Современное здание построено в 2014 году на месте снесённого аналогичного сооружения, существовавшего здесь в течение трёх десятилетий. Арена названа в честь революционера Яне Санданского.

## История
Крытый спортивный центр «Яне Санданский» появился в общине Аэродром ещё в 1980-х годах, став домашней ареной столичных спортивных клубов по гандболу и баскетболу. Тем не менее, со временем он устарел, и 18 ноября 2012 года было объявлено о его полном сносе и строительстве на этом месте нового спортивного сооружения с таким же названием. 14 февраля 2013 года местная баскетбольная команда «Аэродром» провела здесь последнюю открытую тренировку, собравшую на трибунах более тысячи болельщиков, а на следующий день она была официально закрыта, и рабочие приступили к демонтажу конструкций.
В качестве основного инвестора при строительстве нового спортивного центра выступил российский бизнесмен Сергей Самсоненко, который на тот момент уже владел несколькими спортивными клубами в Северной Македонии, а также параллельно занимался строительством здесь четырёхзвёздочного отеля «Россия». Объект сдан в эксплуатацию в августе 2014 года, общий бюджет строительства составил 15 млн евро. Изначально центр вмещал 6000 зрителей, но в сентябре 2015 года на западной и восточной трибунах были оборудованы дополнительные 500 сидений, и общая вместимость возросла таким образом до 6500 мест. В том числе содержит детские площадки на 40 мест, четыре фан-зоны, семь VIP-комнат.
В настоящее время спортивный центр «Яне Санданский» является домашней ареной мужского и женского гандбольных клубов «Вардар», баскетбольного клуба «Скопье Аэродром». Помимо главного зала, где собственно проводятся соревнования, центр включает малый зал для гандбола и баскетбола с вместимостью до 1000 человек. Имеет отдельный конференц-зал для проведения пресс-конференций и прочих подобных мероприятий. Включает четыре отвечающих международным стандартам теннисных корта, игровую комнату для детей площадью 300 м² с видом на парк, оборудованный профессиональными тренажёрами фитнес-центр площадью в 500 м², многофункциональный тренировочный зал площадью 400 м² для занятий аэробикой, пилатесом, боевыми искусствами и различными другими спортивными дисциплинами. В здании центра работает магазин торговой сети Hummel, специализирующийся на реализации спортивных товаров, сувениров и болельщицкой атрибутики.